# 金美玉
金美玉（韓語：김미옥，1978年10月1日—），韩国女子网球运动员。她曾搭档崔荣子获得2002年亚洲运动会网球比赛女子双打金牌。她也曾获得2001年夏季世界大学生运动会女子双打银牌。